# Allot
Allot Ltd, anciennement Allot Communications, est une société israélienne de haute technologie qui développe des logiciels de télécommunications et d'entreprise. La société a son siège social à Hod Hasharon, en Israël.
La société développe des logiciels pour les opérateurs mobiles et haut débit, les entreprises, les câblo-opérateurs, les réseaux privés, le gouvernement, les centres de données, les fournisseurs de services et les fournisseurs de services par satellite et les entreprises telles que les institutions financières et éducatives. Allot fournit des analyses de réseau et d'applications, le contrôle et la mise en forme du trafic, des services de sécurité basés sur le réseau, etc.

## Histoire
Allot est fondée en 1996 par Michael Shurman et Yigal Jacoby. En 2004, la société lève 38 millions de dollars en plusieurs cycles de financement auprès de plusieurs fonds de capital-risque. En novembre 2006, elle est devenue une société cotée en bourse sur le marché mondial Nasdaq sous le symbole ALLT. L'introduction en bourse a levé 78 millions de dollars. En novembre 2010, la double cotation d'Allot à la Bourse de Tel-Aviv a été approuvée.
En 2012, Allot acquiert Ortiva Wireless, basée à San Diego, en Californie, spécialisée dans l'optimisation du streaming vidéo sur les réseaux sans fil, et Oversi Networks, un fournisseur mondial de mise en cache multimédia riche et de diffusion de contenu pour la vidéo Internet et le trafic peer-to-peer (P2P).
En février 2015, Allot acquiert Optenet, une société de sécurité informatique fournissant des produits de sécurité en tant que service aux fournisseurs de services et aux entreprises, pour 6,5 millions de dollars. En janvier 2018, la société acquiert Netonomy, un développeur de logiciels de cybersécurité pour la maison connectée,,. 
En février 2022, Allot a collaboré avec Amazon Web Services pour augmenter la suite complète d'applications cloud natives Allot sur AWS pour les fournisseurs de services de communication. Au même moment, la société a reçu un financement privé de 40 millions de dollars de Lynrock Lake Master Fund LP. En mai, Allot a signé un partenariat avec Singtel, un conglomérat de télécommunications singapourien, pour offrir des services de cybersécurité aux petites et moyennes entreprises (PME) clientes de Singtel.